# Aguanil
Aguanil är en kommun i Brasilien.   Den ligger i delstaten Minas Gerais, i den sydöstra delen av landet, 600 km söder om huvudstaden Brasília. Antalet invånare är 4 049.
Omgivningarna runt Aguanil är huvudsakligen savann. Runt Aguanil är det glesbefolkat, med 19 invånare per kvadratkilometer.